# ليزر إكسيمر

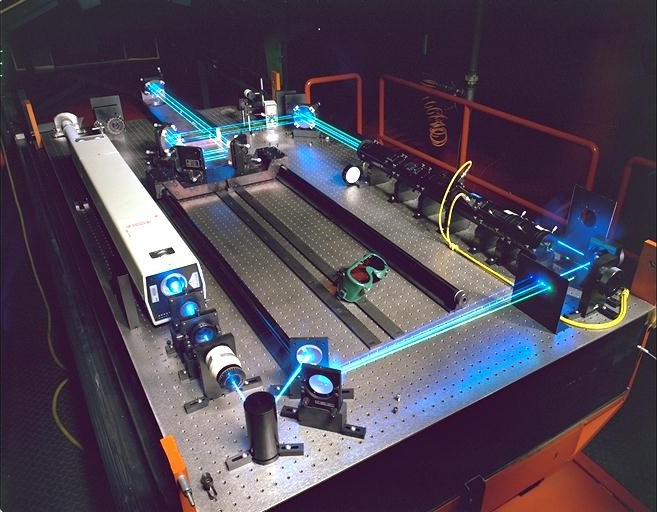
Láser de luz azul

ليزر إكسيمرأوليزر إكسيبلكس في الطب والصناعة (بالإنجليزية:excimer laser أو exciplex laser) هو نوع من الليزر ينتج أشعة فوق البنفسجية ويستخدم عادة في جراحة العيون وفي صناعة أشباه الموصلات. وترجع تسمية إكسيمر إلى أختصار كلمتي ديمر dimer ومثار أي ديمر مثار، والديمر يعني «ثنائي الوحدات». أما التسمية إكسبلكس فهي ترجع إلى اختصار كلمتي excited complex أي مركب مثار.
ويستخدم ليزر الإكسيمر عادة مخلوطا من غازين خاملين مثل الأرجون والكريبتون أو الزينون وغاز نشيط مثل الفلور أو الكلور.
وعند الوصول إلى حالة مناسبة من الإثارة الكهربائية في مخلوط الغاز تتكون جزيئات وسطية تسمى إكسيمر أو في حالة الغازات الخاملة المهتوية على هاليد تسمى إكسيبلكس، وهي جزيئات لا تتكون إلا في حالة إثارة (أي ارتفاع مستوي طاقتها عن الحالة القاعية للجزيئ) وبذلك تنتج ضوء الليزر الذي يكون في نطاق الأشعة فوق البنفسجية وله طول موجة محددة.

وابتكر أول ليزر إكسيمر عام 1970 من نيكولاي باسوف وفي إيه دانيليشيف ويو بوبوف من معهد ليبيديف للفيزياء ب موسكو.

واستخدموا لهذا الغرض زينون Xe2 وأثاروه بواسطة شعاع من الإلكترونات. وكان أول ليزر إكسيمر ينتج في الصناعة عام 1977 من شركة لامبدا فيسيكس.

## طريقة عمله
تستطيع جزيئات الهالوجينات البقاء فقط في حالة مثارة. وعن طريق تفاعل كيميائي يمكن إنتاج منها جزيئات مستقرة نوعاً ما وتكون مصحوبة بشغر معكوس لمستويات الطاقة فيها (أنظر الشكل). وبمجرد أن يُصدر أحد الجزيئات طاقته المخزونة فإنه يتحلل في الفور حيث أن حالته هذه ليست مستقرة. ويتم التفاعل اللازم لتلك العملية عن طريق التفريغ الهوائي بواسطة تيار كهربائي.
ويمكن إنتاج ليزر إكسيمر في هيئة نبضات فقط (ليس مستمى). ويبلغ زمن النبضة بين 4 و40 نانو ثانية. ويبلغ معدل إنتاج النبضات في الليزر من هذا النوع حالياً عدة كيلو هيرتزعلى الأكثر.
ويستخدم ليزر إكسيمر كثيراً في الصناعة حيث تبلغ طاقة النبضات نحو 2و1 جول.

## قائمة بأنواع الضوء الناتج
| الجزيئ       | طول الموجة  |
| ------------ | ----------- |
| الهيدروجين2  | 123 و116 nm |
| الأرجون2     | 126 nm      |
| الفلور2      | 157 nm      |
| زينون2       | 172 nm      |
| أرجون فلور   | 193 nm      |
| كريبتون فلور | 248 nm      |
| زينون بروم   | 282 nm      |
| كلوريد زينون | 308 nm      |
| فلوريد زينون | 351 nm      |

nm = نانو متر

Schematische Darstellung des Elektronenübergangs bei einem KrF-Laser vom angeregtem in den stabilen Zustand

 (ملف :أنظر الشكل في الصفحة الألمانية)
ويحدد نوع الجزئي المستخدم طول الموجة لليزر إكسيمر. وتعبأ الغازات المستخدمة في زجاجات بأسطونانة جهاز الليزر التي ينتج فيه الإكسيمر. ويجب تجديد مخلوط الغازات بين حين وآخر حيث أن خواص المخلوط تتغير بالاستخدام وأيضا تتغير أثناء أوقات عدم الاستخدام، وتقل طاقة النبضات إلى حد ليس مرضيا.

## اقرأ أيضأ
- إكسيمر
- ليزر فلوريد الكريبتون
- ليزر نايك
- كيمياء بوليمرات
- عجينة البوليمر
- درجة الانتقال الزجاجية
- فلورية